# Eudorylas pannonicus
Eudorylas pannonicus är en tvåvingeart som först beskrevs av Becker 1898.  Eudorylas pannonicus ingår i släktet Eudorylas och familjen ögonflugor. Inga underarter finns listade i Catalogue of Life.